# 最伟大的加拿大人
《最偉大的加拿大人》（英語：The Greatest Canadian），是一个由加拿大廣播公司（CBC）于2004年4月5日發起的電視評選節目，其目的是至少在其電視觀眾範圍內評選出有史以來最偉大的加拿大人。這項調查的靈感來自于BBC的系列節目最伟大的100名英国人。由於CBC下屬的法語電臺未參與節目製作，因此對入選的法裔加拿大人人數有所影響。

## 票选
有異于普通形式的調查，最偉大的加拿大人進行了兩輪投票。
2004年10月17日，CBC發佈了該節目的第一部份，并公佈了前五十名中的后四十名最偉大的加拿大人。爲了使投票能夠順利普及，CBC採用了電子郵件，網站投票，電話投票和信件投票的方式。同時爲了確保第二輪投票的公正性并減少投票者在第一輪投票中產生的偏見，前10名被提名者在公佈之時是按首字母排序的。
伴隨著第二輪投票，一系列的紀錄片也隨之產生。紀錄片各自表述了十位加拿大名人對加拿大的貢獻。投票截止于11月28日午夜，29日晚上結果公佈，湯米·道格拉斯被評選為“最偉大的加拿大人”。
該節目的續作，《最偉大的加拿大發明》，也隨之產生。

## 前十名
該排名的票選結果發佈于2004年11月29日。
| 排名 | 圖片 | 姓名                   | 貢獻                                                   | 出生地             |
| ---- | ---- | ---------------------- | ------------------------------------------------------ | ------------------ |
| 10   |      | 偉恩·格雷茨基          | 冰球運動員，國家冰球聯盟(NHL)記錄保持者                | 安大略省布蘭特福德 |
| 9    |      | 亞歷山大·格雷厄姆·貝爾 | 科學家，發明家，電話發明者                             | 英国愛丁堡         |
| 8    |      | 約翰·亞歷山大·麥克唐納 | 加拿大首任總理                                         | 英国格拉斯哥       |
| 7    |      | 唐·切瑞                | 冰球教練，冰球評論員                                   | 安大略省京士頓     |
| 6    |      | 萊斯特·皮爾遜          | 加拿大第14任總理，聯合國大會主席，諾貝爾和平獎獲得者   | 安大略省多倫多     |
| 5    |      | 大衛·鈴木              | 遺傳學家，環保主義者，廣播評論員，社會活動家           | 溫哥華             |
| 4    |      | 弗雷德里克·班廷        | 醫學家，胰島素的發現者之一，诺贝尔生理学或医学奖獲得者 | 安大略省愛麗斯頓   |
| 3    |      | 皮埃爾·特魯多          | 加拿大第十五任總理                                     | 魁北克省蒙特利爾   |
| 2    |      | 泰瑞·福克斯            | 運動員，社會活動家，人道主義者                         | 曼尼托巴省溫尼伯   |
| 1    |      | 湯米·道格拉斯          | 加拿大醫療保險之父，薩斯喀徹溫省長                     | 英国福爾柯克       |

前一百名（英文名单）：http://www.filibustercartoons.com/greatest%20Canadians.htm%7Ctitle=Who%5B%5D is The Greatest Canadian? CBC viewers respond

## 類似活動
- 德國ZDF電視台舉辦了名為最伟大的德国人（Unsere Besten）的票選。
- 英國廣播公司於2002年舉辦了「最伟大的100名英国人」（100 Greatest Britons）票選。
- 荷蘭KRO電台舉辦了「最伟大的荷兰人」（De Grootste Nederlander）票選。
- 美國發現頻道於2005年5月舉辦了「最偉大的美國人」（The Greatest American）票選
- 南非廣播公司舉辦了「最偉大的南非人」（SABC3's Great South Africans）票選。
- 芬蘭YLE電視台舉辦了 「偉大的芬蘭人」(Great Finns).[2]
- 法國France 2電視台舉辦了「最偉大的法國人」（Le Plus Grand Français）票選。
- 比利時電視臺曾舉辦「最偉大的比利時人」（De Grootste Belg） 票選.
- 捷克在2005年6月播出「最偉大的捷克人」（Největší Čech）。
- 100 Welsh Heroes was the result of an on-line poll carried out in 2003-4.
- 保加利亞的「偉大的保加利亞人」 (Великите българи)在2007年2月結束活動。
- 在西班牙，Antena 3於2007年5月22日選出現任國王胡安·卡洛斯一世為「歷史上最重要的西班牙人」（El Español De La Historia）第一名。[3]
- 2005年，新西蘭Prime TV播出了「新西蘭100大創造歷史者」（New Zealand's Top 100 History Makers）
- 希臘Skai TV將於2009年1月播出「偉大的希臘人」 節目（Megaloi Ellines, Great Greeks）

## 資料來源
1. ↑  . The Canadian Broadcasting Corporation. 2010  [June 21, 2010]. （原始内容存档于2013-04-03）.
2. ↑  .   [2012-02-05]. （原始内容存档于2010-08-16）.
3. ↑  .   [2007-08-10]. （原始内容存档于2007-08-13）.